# Kirby's Dream Land 3
 (mars 2020).
Si vous disposez d'ouvrages ou d'articles de référence ou si vous connaissez des sites web de qualité traitant du thème abordé ici, merci de compléter l'article en donnant les références utiles à sa vérifiabilité et en les liant à la section « Notes et références ».
Kirby's Dream Land 3, appelé Hoshi no Kirby 3 au Japon, est un jeu vidéo de plate-forme de la série des Kirby, développé par HAL Laboratory et édité par Nintendo, sorti sur Super Nintendo en 1997 en Amérique du Nord et en 1998 au Japon.
Il est le dernier jeu produit par Nintendo pour la Super Nintendo aux États-Unis et n'est jamais sorti en Europe. Il est cependant disponible sur ce continent via la Console virtuelle de la Wii et le Nintendo Switch Online de la Nintendo Switch.

## Synopsis
La planète Popstar court un grand danger. Une entité malfaisante nommée Zéro, accompagnée de son armée de Dark Matters a commencé à l'envahir. Kirby et ses amis animaux décident de l'en empêcher. Pour ce faire, la boule rose devra reconstituer le légendaire Love Love Stick afin d'affronter Zéro et les Dark Matters.

## Les compagnons de Kirby
- Rick : Un hamster roux. Très populaire dans Kirby's Dream Land 2 malgré ses faibles avantages, il est dans ce jeu encore plus restreint : c’est le seul personnage qui ne peut pas aspirer les ennemis (Kirby se trouvant sur son dos, et non devant lui) et doit par conséquent les avaler à bout portant, ce qui le rend vulnérable. C’est également le personnage qui saute le moins haut. Il a cependant un nouveau pouvoir appelé le saut mural (en anglais : wall jump), qui lui permet de sauter contre un mur, puis de recommencer indéfiniment sur celui-ci, et ainsi l’escalader. Son principal atout est qu’il peut marcher sur tous les types de sols sans en subir les désavantages (il ne glisse pas sur la glace, n’est pas ralenti par le sable) comme dans Kirby's Dream Land 2, pour compléter l’ancienne trinité des compagnons : Coo dans les airs, Kine dans l’eau, et lui sur le sol. Ses coups spéciaux sont assez polyvalents, et il a une petite amie hamster rose avec un nœud rouge que l’on voit au niveau 4-5.

- Kine : Un poisson bleu, déjà présent dans Kirby's Dream Land 2, qui garde Kirby dans sa bouche. Il est très utile pour aller dans les niveaux aquatiques : il nage bien plus facilement et rapidement que les autres, peut aspirer des ennemis sous l’eau et nager à contre-courant. Mais ayant une mobilité limitée sur le sol (il y est lent et ne saute pas haut) il n'est pas très populaire auprès des fans. On voit sa petite copine (rose, comme pour Rick) au niveau 1-5.

- Coo : Cet hibou solitaire tient Kirby dans ses serres et lui permet de voler librement, à contrevent et de pouvoir aspirer des ennemis même dans les airs. Il est par contre très lent et ne peut jamais marcher ni sauter, ce qui rend les esquives difficiles. Kirby étant sous lui, la plupart de ses attaques sont des attaques descendantes ou vers le bas. C’est le seul personnage sans « famille » à trouver dans le cinquième niveau d'un monde.

- Chuchu : Le seul personnage féminin du groupe est une pieuvre rose avec un nœud rouge ; elle est montrée comme très sage tant que personne ne l'énerve. Elle se colle sur le crâne de Kirby, attrape les ennemis avec ses tentacules et les lui donne à manger. Elle sert de parachute au héros, lui permettant de faire des double-sauts infiniment mais à chaque fois moins haut (elle ne monte plus au bout du 5ème). À l’inverse de Coo, ses attaques sont montantes ou simplement dirigées vers le haut. On aperçoit son petit frère au niveau 3-5 avec un béret.

- Nago : Ce chat grassouillet au pelage « écaille-de-tortue » tricolore ressemble assez à un maneki-neko. C’est l’un des trois nouveaux animaux du jeu avec Chuchu et Pitch. Il fait rouler Kirby devant lui, ce qui rend ses attaques très majoritairement frontales ; Il peut aussi utiliser un double-saut mais il  est assez lent. Comme pour Kine et Rick, il a une petite copine qui se trouve au niveau 5-5.

- Pitch : Un petit oiseau vert qui se perche sur la tête de Kirby ; il est montré comme colérique et impatient. Il est rapide sur le sol et peut voler indéfiniment (à condition d'appuyer sans arrêt sur le bouton de saut, contrairement à Coo qui lui peut voler librement), Kirby bien serré entre ses pattes. Ses coups spéciaux consistent généralement à s’envoyer lui-même comme projectile. Kirby est ainsi vulnérable lorsqu'il l'utilise. Il rencontre sa mère au niveau 2-5.

## Équipe de développement
- Director : Shinichi Shimomura
- Chief Programmer : Teruyuki Gunji
- Chief Designer : Shigeru Hashiguchi
- Designer : Sanae Kubota, Junsuke Sugiura, Kenichiro Kita, Satoko Nakamura, Yoshiko Ohkubo
- Mapper : Tomomi Minami
- Compositeur sonore : Jun Ishikawa
- Illustrateur : Tetsuya Notoya
- Project Manager : Ryuki Kuraoka
- Producteur : Hiroaki Suga
- Chief Producer : Satoru Iwata
- General Manager : Takehiro Izushi
- Producteur exécutif : Hiroshi Yamauchi